# Čermenský mlýn
Čermenský mlýn (nazývaný také Dittersdorfer Mühle nebo Schwarzmühle) je zaniklý vodní mlýn ve vojenském újezdu Libavá. Mlýn patřil k zaniklé obci Čermná. Ruiny budov mlýna se nachází u náhonu na levém břehu Plazského potoka (pravostranný přítok řeky Odry), jihovýchodně pod Zigartickým kopcem v Oderských vrších (části pohoří Nízký Jeseník) v okrese Olomouc v Olomouckém kraji. Vzhledem k tomu, že místo se nachází ve vojenském prostoru, tak je, mimo vyhrazené dny v roce, nepřístupné.

## Historie
Na místě byl mlýn s kolem na vrchní vodu. Od roku 1930 do 1945 byl mlynářem Josef Schwarz. Mlýn zanikl s vysídlením německého obyvatelstva z Československa v roce 1946 a následným vznikem vojenského výcvikového prostoru Libavá.

## Další informace
Po směru proudu Plazského potoka se nachází blízký Plazský mlýn a proti směru proudu potoka se nachází blízký Dvorecký mlýn.
Obvykle jedenkrát ročně může být Čermenský mlýn nebo jeho okolí přístupné veřejnosti v rámci cyklo-turistické akce Bílý kámen.

## Galerie

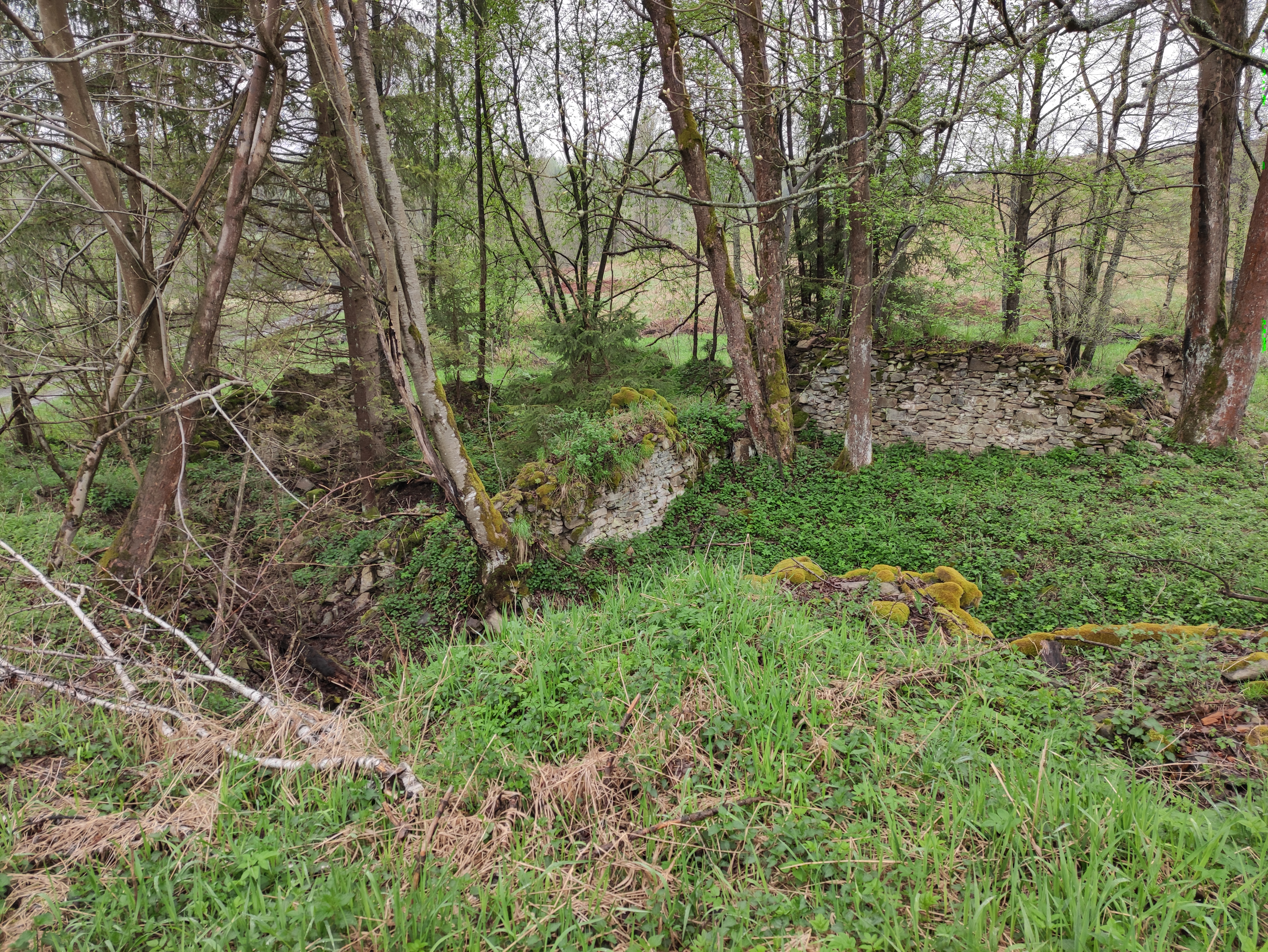